# Дорохино (Калужская область)
Дорохино — деревня в Малоярославецком муниципальном районе Калужской области в составе сельского поселения «Село Недельное».

## Население
| 2002 | 2010 |
| ---- | ---- |
| 4    | ↗8   |